# Энергоинверсия
Энергоинверсия — гипотетический метод получения энергии на основе использования инверсии, то есть перемещения и концентрации рассеянной в окружающем пространстве тепловой энергии. Идея энергоинверсии выдвинута П. К. Ощепковым. С целью работы по этому направлению в 1967 году по инициативе П. К. Ощепкова был создан «Общественный институт энергетической инверсии».
Метод энергоинверсии предполагает, что рассеянную в окружающем пространстве тепловую энергию можно преобразовывать в другие типы энергии, например электрическую, без затраты дополнительной работы, и такое устройство было бы вечным двигателем второго рода. Энергоинверсия противоречит законам природы (второму началу термодинамики), поэтому невозможна в принципе.

## Описание
Ощепков определил электроинверсию как «обобщенное понятие о новых методах получения энергии за счет инверсии, т. е. за счет перемещения (перестановки) тепла окружающего пространства».
Ощепков изложил концепцию извлечения рассеянной в окружающем пространстве энергии в описании воображаемого диалога двух учёных А. и Б. Участник этого диалога Б. описал гипотетический принцип концентрации энергии на примере холодильнеой установки с элементами Пельтье. В этом диалоге Ощепков посетовал словами Б.: «физические „ортодоксы”, перестали, как я уже говорил, удивляться!»